# Jack Raymond (réalisateur)
Pour les articles homonymes, voir Jack Raymond et Raymond.
Jack Raymond est un acteur et réalisateur britannique né en 1886 à Wimborne Minster dans le Dorset et mort le 20 mars 1953 à Londres.

## Biographie
De son vrai nom John Caines, il débute au cinéma en tant qu'acteur dans le film muet A Detective for a Day. Il se consacre par la suite à la réalisation de films, son plus grand succès étant The Great Game, l'un des premiers films sur le football, suivi l'année suivante par Up for the Cup, dont il fit un remake en 1950.

## Filmographie

### Acteur
- 1912 : A Detective for a Day (court-métrage)
- 1935 : Streamline Express de Leonard Fields
- 1936 : L'Homme sans visage (Preview Murder Mystery) de Robert Florey : George Tyson

### Réalisateur
- 1927 : Somehow Good
- 1928 : Zero
- 1929 : A Peep Behind the Scenes
- 1930 : The Great Game
- 1931 : The Speckled Band
- 1931 : Tilly of Bloomsbury
- 1931 : Up for the Cup
- 1934 : Girls, Please!
- 1935 : Come Out of the Pantry
- 1938 : A Royal Divorce
- 1950 : Up for the Cup
- 1951 : Reluctant Heroes
- 1951 : Take Me to Paris
- 1952 : Little Big Shot